# チャールース
チャールース（چالوس）は、イランのマーザンダラーン州にある歴史の古い街の一つ。カスピ海に面した平野の中ほどに位置している。チャールースでは、タバリー・キャラーロスターク地方（طبری کلارستاقی）においてはよく知られているマーザンダラーン語が話されている。

## 歴史
チャールースという街の名前は、元来、サールース（سالوس）又はシャールース（شالوس）と呼ばれており、かつて存在したカバイラとコチャ（کبیره و کچه）という2つの小さな街の周りに発展して成立した。アッバース朝期は、カリフ・ムウタスィムの命でムハンマド・ブン・ウワイス（محمد بن اویس）というアラブ人がアミールとしてチャールースを統治した。ムハンマド・ブン・ウワイス自身はタバリスターンの一部、ルーヤーン（رویان）という場所に住み、チャールースの実質的な統治は息子のアフマドに任せた。その後、ターヒル朝に対するシーア派の反乱が起こり、シャールース（＝チャールース）をその中に含むディールマーンからジュルジャーンまでの地帯は、シーア派政権が支配するようになった。シャールースの民はシーア派に資金を提供した。
その後、チャールースの街はティムール朝軍の侵攻を受けて破壊され、街の規模は、何世紀もの間、小さな村程度になった。1920年代から1930年代ごろ、政府の支援を受けて、観光資源豊富な現在のチャールースの街が形成された。

## チャールースに住む人々の文化と祭り

### ホルミヤー祭
マーザンダラーン人の中でも特に、チャールース人の中には、ホルミヤーすなわち太陽神（ホルシード）への信仰が生きている。長雨が続くとホルミヤーに捧げる祭りを行うことがある。ホルミヤー祭を行う人々は「ホルミヤーの子孫」を意味する「ホルミヤー・タヴァール」と呼ばれる。